# Антон Холбан
Антон Холбан (рум. Anton Holban; *10 лютого 1902, Хуші — †15 грудня 1937, Бухарест) — румунський прозаїк, драматург, есеїст, який сповідував творчі ідеали модернізму.
Небіж впливового письменника, історика і соціолога культури Еуджена Ловінеску.

## Біографія
Навчався в місті Фелтічень, Фокшани, потім на факультеті літератури і філософії в Бухарестському університеті (відділення романської філології), в Діжонському університеті у Франції. Університетський диплом був присвячений французькому дендизму. Викладав французьку мову в ліцеях провінції і столиці.
Дебютував (1928) в колі Еуджена Ловінеску і керованого ним літературно-художнього журналу «Sburătorul» (тут друкувалися Бенджамен Фондан, Лівіу Ребряну, Йон Барбу, Камил Петреску). Новели й романи Холбана, розвиваючі поетику європейського модернізму, якій присвячена і його есеїстика, відзначені впливом Марселя Пруста, Андре Жіда, Олдос Гакслі. У 1935 був прийнятий до Спілки румунських письменників. Багато що з написаного Холбаном залишилося в архіві і було опубліковано посмертно. Його «відкриття», разом з іншими письменниками його покоління почалося лише в 1970-х.

## Визнання
Іменем Антона Холбана названа вулиця в місті Фелтічень.

## Твори
- O moarte care nu dovedeşte nimic / Нелепая смерть (1931, роман).
- Halucinaţii / Галлюцинации (1934, новели)
- Ioana / Иоанна (1934, роман).